# 汇滩乡
汇滩乡，是中华人民共和国四川省巴中市南江县曾经下辖的一个乡。2019年12月，撤销汇滩乡，其所属行政区域划归贵民镇的行政区域。

## 行政区划
汇滩乡撤销前下辖以下地区：
三园村、大垭里村、草坪村、黄峡村和高岩村。